# John Wisker
John Wisker (Kingston upon Hull, 30 de maig de 1846 – Richmond, (Victoria), suburbi de Melbourne, 18 de gener de 1884) fou un periodista i jugador d'escacs anglès. Cap al 1870 era un dels deu o dotze millors jugadors del món, i el segon millor dels nascuts a Anglaterra, només per darrere de Joseph Henry Blackburne.

## Periodista i escriptor d'escacs
Wisker va mudar-se a Londres el 1866 per a treballar com a periodista pel City Press, i allà va fer-se amic de Howard Staunton. Wisker va publicar columnes d'escacs al rotatiu The Sporting Times i també a Land and Water. Des de 1872 fins a 1876, Wisker fou secretari de la British Chess Association i co-editor de The Chess Player's Chronicle.
La tardor del 1876 li va ser diagnosticada una tuberculosi, cosa que va provocar que emigrés a Austràlia per intentar recuperar la salut. Allà, va escriure una columna d'escacs al diari Australasian. Va morir a Austràlia el 1884, per problemes respiratoris derivats de la tuberculosi.

## Resultats destacats en competició
En part degut a la seva amistat amb H.Staunton, el seu nivell en escacs va millorar ostensiblement a partir de 1866. El 1870 va guanyar el Campionat d'escacs de la Gran Bretanya després d'un matx de desempat contra Amos Burn, i per davant de Blackburne, el campió sortint. Va tornar a guanyar el campionat el 1872 després d'un matx de desempat contra el primer campió britànic, Cecil Valentine de Vere. Després d'aquesta segona victòria, el campionat no es va tornar a jugar fins al 1904.